# Elaphoglossum arachnidoideum
Elaphoglossum arachnidoideum är en träjonväxtart som beskrevs av John T. Mickel. Elaphoglossum arachnidoideum ingår i släktet Elaphoglossum och familjen Dryopteridaceae. Inga underarter finns listade.